# جان إيف لورو
جان إيف لورو هو لاعب هوكي الجليد كندي، ولد في 24 يونيو 1976 في مونتريال في كندا.

## وصلات خارجية
- جان إيف لورو على موقع دوري الهوكي الوطني (الإنجليزية)
- جان إيف لورو على موقع EliteProspects.com (الإنجليزية)
- جان إيف لورو على موقع HockeyDB.com (الإنجليزية)
- جان إيف لورو على موقع Hockey-Reference.com (الإنجليزية)